# 행동 확증
행동 확증(Behavioral confirmation)은 자기실현적 예언(self-fulfilling prophecy)의 한 유형으로, 사람의 사회적 기대가 다른 사람들의 기대치를 확신하게 하는 방식으로 행동하게 한다. 현실(reality)을 창조하는 신념(belief)이라는 현상은 관련 분야에서 자기충족적 예언(self-fulfilling prophecy), 기대 확증(expectancy confirmation), 그리고 행동 확증 등의 여러 이름으로 알려져 있다. 행동 확증은 1984년 사회심리학자(social psychologist) 마크 스나이더(Mark Snyder)가 처음 고안한 것이다. 스나이더는 인지하는 사람(perceiver)의 신념을 확신시키는 타겟의 실제 행동을 강조한다는 점에서 이 용어를 선호하였다.:68

## 자기실현적 예언
인간은 타인과 상호 작용에서 자신이 취할 행동에 대한 길잡이로서 신념과 기대를 예상한다. 이러한 행동은 자신의 주요 신념을 확증하는 방식으로 상대방이 행동하게 한다. 자기실현적 예언은 신념과 기대가 현실을 창조할 수 있고 실제로도 창조해 낸다는 믿음이다. 사회학자 로버트 K. 머턴(Robert K. Merton)은 자기충족적 예언에 대하여 처음에는 근본적으로 틀린 사고가 실현되도록 하는 행동을 새롭게 불러일으키는 상황에 대하여 내리는 잘못된 정의라고 정의하였다.:67
자기실현적 예언은 타겟으로부터 기대되는 행동을 선택한다는 차원에서 그것을 인지하는 이의 행동에 주목한다. 반면 행동 확증은 인지하는 사람의 신념을 확증하는 차원에서 타겟의 행동의 역할에 주목한다.

## 연구
연구는 타겟이 되는 어느 한 타인에 대한 신념을 가지고 있는 사람(인지자)은 자신의 원신념을 확증시키는 방식대로 타겟이 행동하게 하는 방식대로 자신의 신념에 따라 행동한다는 것을 보여준다.
사회 관계에서의 행동 확증의 한 사례로서, 스나이더와 동료들은 서로 모르는 남녀들을 전화와 비슷한 인터콤 시스템을 통해 서로 알게 하였다. 남성들은 인지자였고 여성들은 타겟이었다. 실험 전 실험자들은 참가 남성들에게 폴라로이드 사진 한 장을 주고 그것이 상대 여성이라고 알려주었다. 실제로 사진은 상대방 여성이 아니었다. 실험자들은 신체적으로 매력이 있고나 그렇지 못한 여성의 사진을 제공하여 이들이 가지고 있는 선입견을 활성화시키고자 하였다. 인지자-타겟 양자(the perceiver-target dyad)는 10분동안 비구조화된 대화(unstructured conversation)를 나눴다. 인지자인 남성들이 대화를 주도했다. 평가자(rater)인 사람들은 타겟인 여성들이 대화에 보이는 열성을 엿듣고 타겟의 인상을 평가하였다. 실험 결과 남성측이 여성측을 매력적이라고 생각한 경우는 그렇지 않은 경우에 비하여, 여성들이 보다 사근사근하고 따뜻하며 적극적으로 행동하였다. 그 영향으로 타겟인 여성들은 행동으로 인지자인 남성들의 신념을 확증시켰고, 그로 인해 남성들의 신념은 자기충족적 예언이 되었다. 연구는 신체적 매력 선입견(physical attractiveness stereotype)을 보여주기도 하였다.:963–964
이는 일상에서 많은 인지자들의 타겟이 되는 사람들은 자신의 태도, 신념, 감정과는 상관 없이 타인이 자신 혹은 자신의 태도에 대해 보이는 인지나 선입견에 따라 행동하는 것이 습관화된다는 것을 보여준다. 타인의 신념이 자신의 행동에 끼치는 힘이 매우 강하다는 것도 보여준다.

## 기제
스나이더는 행동 확증이 발생하는 4단계 연쇄를 제시하였다.
1. 인지자가 타겟에 관한 신념을 선별
2. 인지자는 이러한 신념이 사실이라 보고 그에 따라 타겟을 대함
3. 타겟은 인지자의 반응에 따라 자신의 행동을 맞춤
4. 인지자는 타겟의 행동을 자신의 원신념을 확증시키는 것이라고 해석[2]:69

## 동기적 기반
인지자와 타겟은 서로가 알아야 한다는 공동의 목표가 있고, 다른 기능으로 그렇게 한다. 행동 확증은 인지자의 인식 기능(knowledge function) 역할과 타겟의 적응 기능(adjustive function) 역할의 조합을 통해 발생한다.
인지자는 인식 동기를 사용하여 자신과 상호작용하는 사람에 대한 안정적이고 예측 가능한 관점을 얻고자 한다. 이는 행동 확증을 유도한다.:241 인지자는 인식 기반 전략(knowledge-oriented strategy)을 사용한다. 이는 인지자가 타겟과의 상호작용을 타겟의 성격(personality)을 알아내고 타겟의 인상을 확인할 기회로 볼 때 해당한다. 이는 인지자가 신념을 확증시키는 질문을 하게 된다. 인지자는 안정적이고 예측 가능한 상대의 인상을 형성하려고 질문을 던진다. 상대에 관하여 수집된 정보들은 한계가 있지만, 이는 현재 취합된 인상들로부터 그 사람의 미래를 예상하게 한다.:238
타겟이 조정 기능을 통해 동기를 부여받았다면 이들은 인지자인 상대와 함께 하면서 부드럽고 유쾌한 대화를 나누려 할 것이다. 조정 기능으로 인하여, 타겟은 인자자의 제안을 공유하고 인지자의 잘못된 신념을 행동으로 확증하려고 한다.:971 조정기능이 없을 경우, 행동 불확증(behavioral disconfirmation)을 야기한다.

## 예시
- 신체적 매력 : 신체적 매력이 높거나 낮은 사람과 상호작용 하면, 이는 사람의 사회적 역량(social prowess)에 영향을 준다. 타겟은 스스로는 모른 상태에서 매력적이라고 평가받는 경우에는 그렇지 않은 경우보다 인지자와의 상호작용에서 더욱 상냥하게 행동하게 된다.[7]
- 인종 : 천(Mark Chen)과 바그(John A. Bargh)의 1997년 연구에서, 사전에 미국 흑인들에 대하여 점화(priming)된 사람들은 그렇지 않은 대조군에 비하여 타겟에 대한 적대감이 더 높았다. 이는 인지자가 부정적으로 점화되면 행동 확증은 타겟의 적대감을 더 높인다는 것을 보여준다.[8]
- 성 : 참가자가 노동력에 따라 타겟의 성(gender)을 알게 되면, 타겟은 행동 확증을 통해 성 특성 역할(gender specific role)에 빠지게 된다.[9]
- 고독 : 외로운 친구와 그렇지 않은 친구가 있다고 가정할 경우, 외로운 친구를 피하게 되는 경우가 큰데, 이는 고독을 나쁜 속성으로 낙인찍는다는 것을 보여준다.[10]

## 비판
행동 확증이란 개념의 주요 목적은 연구에서의 실험실 상황(laboratory situation)은 현실 인간관계에서 잘 드러나지 않는다는 것을 보여주는 것이다. 또한 행동 불확증은 자기충족적 예언 못지 않게 기대치로부터 나타나기도 한다. 리 저심(Lee Jussim)은 모든 기존 연구에서는 인지자들이 타겟의 성격에 대하여 잘못 평가하였지만 현실에서 기대치는 보통 옳다는 것을 지적하였다. 비판에 맞서 행동 확증은 무의식 분야에 도입되었다. 문제도 많지만 지난 수 십년 동안 연구되어 왔으며 심리학에서 각광받고 있다.

## 같이 보기
- 자기실현적 예언
- 확증 편향